# الشكرية
الشكرية قبيلة عربية الأصل تستوطن السودان في أربع ولايات هي ولاية الجزيرة وولاية القضارف وولاية كسلا وولاية نهر النيل، في المنطقة المعروفة باسم البطانة والممتدة من نهر النيل الأزرق جنوباً وحتي نهر عطبرة شمالاً، ويمتهن الشكرية في الأصل رعي الجمال وقد لعبوا ادواراً سياسية وثقافية مهمة في تاريخ السودان الحديث.

## النسب
ينسب الشكرية (والشكرية اسم جمع لأفراد القبيلة ومفرده شكري للعلم المذكر وشكرية للمؤنث) أنفسهم إلى جدهم الكبير شكير بن ادريس ويتصل نسبه إلى الكرار بن عبد الله الجواد بن جعفر بن أبي طالب المكني بالطيار وجدتهم السيدة زينب بنت الإمام علي بن أبي طالب شقيقة الحسن بن علي والحسين بن علي.
ويذكرون ذلك في اشعارهم قائلين: «نحن الغر ملوك الدار ونسر الجنة جدنا جعفر الطيار»
وهناك من يستدل على ارتباطهم بقبيلة ياشكور العربية، فرع من قيس عيلان.
ويجمع الشكرية على أنهم ينتمون إلى تويم، أو ابنه شاع الدين وهو من شخصيات أوائل القرن السابع عشر الميلادي.
ويُذكر أن أول من قام بجمع شجرة نسب قبيلة الشكرية هو الشيخ خالد أحمد أبو سن (المتوفي إبان فترة الحكم الثنائي بالسودان)، وقد أيده على محتواها مجموعة من الشيوخ الاخرين منهم الشيخ الفكي حمد حسان عدلان أبو سن والشيخ عوض الكريم أبو سن والشيخ أبو عاقلة أبو سن، وتوجد نسخة من شجرة النسب هذه بدار الوثائق القومية في الخرطوم،

وأورد المؤرخ البريطاني هارولد مكمايكل روايتين اخريين في نسب الشكرية إلى اسر أخرى، الرواية الأولى رواها احمد بن محمد الكقم وينتهي النسب فيها إلى جعفر الطيار بن ابي طالب. أماالرواية لأخرى فقد وردت من علي ود التاي عمدة النوراب من الشكرية بالنيل الازرق عام 1912م وهي التي نسبت الشكرية إلى علي بن محمد بن التاي بن ادريس ابن حامد بن بدو بن علي بن بعشوم بن تاج ابن عجيب بن سعود بن وحش بن زيدان بن شكير وتنتهي في جعفر بن ابي طالب بن عبد المطلب إبن هاشم.
وهناك رواية ثالثة هي رواية بني عامر التي تربط قبيلة البني عامر البجاوية بقبيلة الشكرية ومؤداها أن أولاد منصور حفيد جعفر الصادق هم محمود (جد قبيلة الألمدا بمنطقة البحر الأحمر) وعامر (جد قبيلة البني عامر) وعمار (جد قبيلة الأمرأر) وشكير جد قبيلة الشكرية.

## فروع الشكرية
الفروع الرئيسية للشكرية هي: الرتامات والمهيدات والعفصه والفطيسات 
النوراب (وهم من نسل نور شقيق شاع الدين)، والقلاهب (من نسل قلهايب، الذي يقال إنه الجد الأكبر لشاع الدين)، والكدوراب، والعدلاناب، والحسناب (وكلهم من نسل عوض الكريم ولكنهم منفصلون عن أبو سن) وعشائر أخرى مختلفة بعضها لا ينحدر من شعاع الدين من بينها العيشاب،والشدرنة، ، والنزاوين، والنوايمة والسعدوناب، والشارياب، والبلعلاب، والدريشاب، والفلاحيب، والشهيواب، والكتوتاب، والنصوراب، و المعلياب، والعيشاب، والسعدوناب، والبشارياب، و العيشاب، ، والمعيلاب، والتلياب، الشهيواب، والقدوراب والشرشاب، و لقلابيس.

## موطن الشكرية

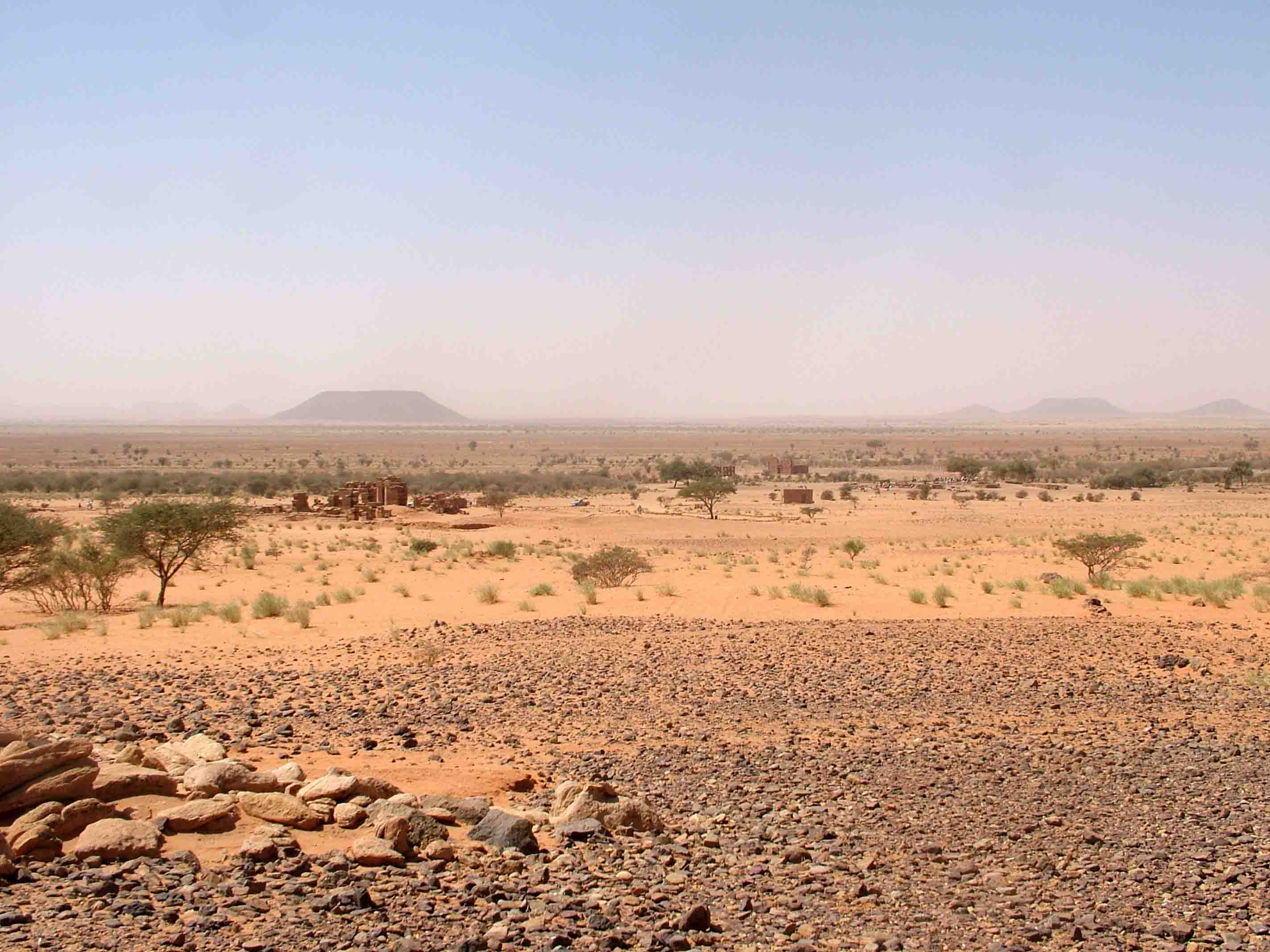
البطانة في موسم الجفاف

يعتبر سهل البطانة الموطن الأصلي لقبيلة الشكرية قبل انتشارها على امتداد أرض السودان مثلها مثل قبائل السودان الأخرى. وتشير بعض المصادر إلى أن هناك وثيقة وقعها الشيخ عوض الكريم بن علي بن أبي علي بن محمد الأديغم زعيم الشكرية آنذاك مع ملوك مملكة سنار وبموجبها آلت أرض البطانة للقبيلة والمخطوطة موجودة اليوم بدار الوثائق القومية بالخرطوم. 
ويتواجد الشكرية اليوم بكثرة في عدد من المدن والمناطق المنتشرة في أربع ولايات بالسودان وكذلك في العاصمة المثلثة وذلك على النحو التالي:
في العاصمة الخرطوم:
- شرق النيل

في ولاية الجزيرة
- الحصاحيصا
- تمبول وتضم تمبول العقدة وتمبول العيشاب وبها سوق للشكرية
- طابت
- رفاعة وفيها نظارة للشكرية
- ود مدني
- جزيرة الفيل

في ولاية القضارف:
- القضارف ويقيم بها ناظر عموم الشكرية عوض الكريم محمد حمد أبوسن.
- الصباغ ويقيم فيها العمدة عبد القادر احمد الحاردلو.
- أم شجرة وهي قريه مشهورة تقع في الريف الشرقي لمدينة القضارف.
- أبايو، ضاحية من ضواحي مدينة القضارف.
- قرية ود السيد، ريف شمال القضارف.

في ولاية كسلا:
- الشواك
- مدينة كسلا وهي عاصمة ولاية كسلا وبها جمع كبير من الشكرية ويقيم فيها وكيل ناظر الشكرية الشيخ أحمد أبوعاقله أبوسن،
- حلفا الجديدة وهي مدينة حديثة انشئت مع مشروع حلفا الجديدة الزراعي ويسكن فيها الشيخ أحمد محمد حمد أبوسن،

ولاية نهر النيل:
- القفلة وتسمي القفلة الغراء وهي مركز رئيسي للشيخ يوسف عمارة أبوسن شيخ منطقة اتبرا[4]

## التاريخ

### توسع القبيلة وانتشارها في سهول وسط السودان
كان مركز قبيلة الشكرية في كلكول الواقعة علي الضفة الشرقية لنهر النيل الأزرق قبالة مدينة الكاملين في عهد سلطنة سنار المعروفة أحيانا باسم السلطنة الزرقاء وعندما قام قادة السلطنة من الفونج، بأسر شاع الدين وهو صبي صغير في أحد غارتهم أخذوه إلي عاصمة مُلكهم سنار وكان ذلك في عهد الملك بادي الثاني (1642 – 1677 م) حيث تربى شاع الدين في كنف العائلة المالكة حتى تزوج من أحدي بنات الملك وأنجب منها ولدين هما نايل، جد عشيرة النايلاب، وعبد الكريم جد الحسناب.
وكان شاع الدين يقيم في جبل قيلي إبان زيارة الرحالة التركي أوليا جلبي (1611- 1680 م) إلي مدينتي أربجي وسنار في حوالي عام 1671 ميلادية. وقد خلف شاع الدين في زعامة الشكرية ابنه الأكبر نايل والذي بسط سلطته حتى منطقة أبو دليق بأرض البطاحين شمالا، و أنجب نايل ابنه عدلان وأعقبه محمد الدغيم (المولود في 1710 م)، وخلفه ابنه عوض الكريم محمد 1775 وفي عهده تعرضت مناطق الشكرية إلي اعتداءات مسلحة من قبيلة الركابية في منطقة الكاملين، والذين كانوا يسيطرون علي موارد مياه يرد إليها الشكرية. 
في عهد ملك الفونج عدلان الثاني ( 1775 – 1786) ، والذي كان واقعاً تحت نفوذ وزيره بادي ود رجب ابن أخت قائد الفونج محمد أبو لكيلك، نشب قتال بين الشكرية و البطاحين بسبب حادثة قتل كان ضحيتها أحد أبناء شيخ الركابية في جبل ماندرا شرق الكاملين. رفض الركابية قبول الصلح والتهدئة وأثروا الثأر طالبين من حكام سنار اعانتهم على قتال الشكرية.

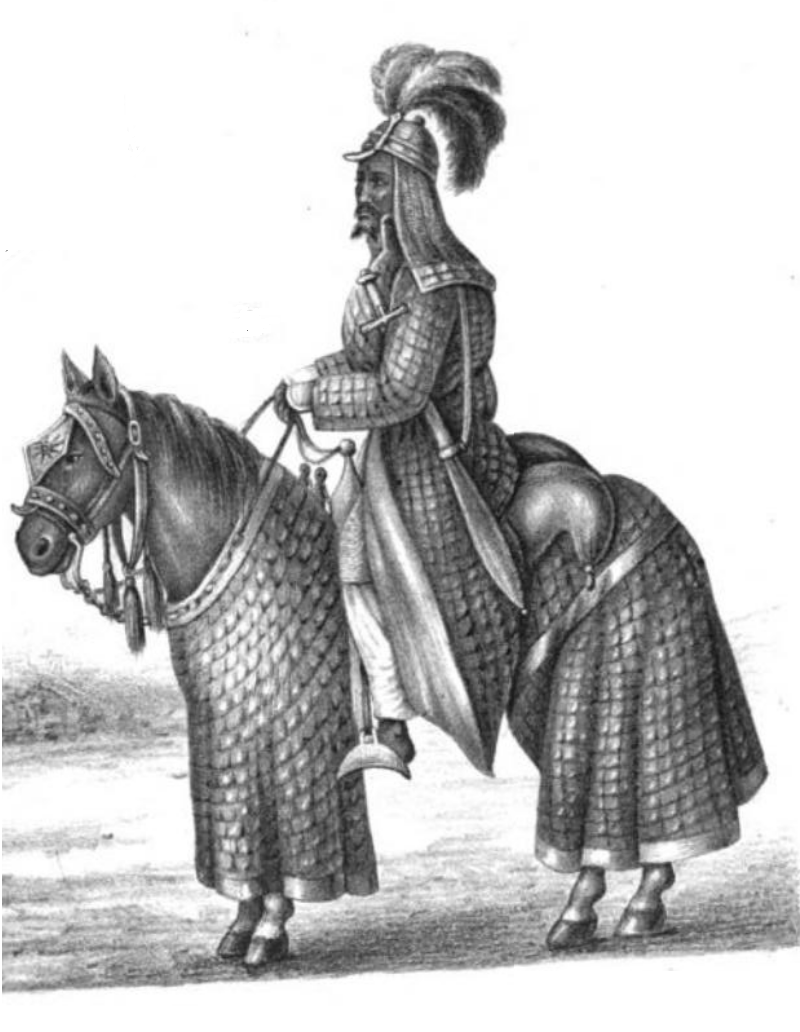
فارس شكري على ظهر حصان مدرع 1879

تجمعت قوات سنار و الركابية قرب جبل مندرا لهجوم مشترك ضد الشكرية. وقاد علي عوض الكريم أبو سن (أكبر أبناء أبو علي) وأخوه حسن جيش الشكرية في المعركة في 1778 وتمكنوا من قتل كرنكا أحد قادة الهمج العسكريين الثلاثة وإجبار قوات الهمج والركابية علي الفرار، وغنموا منها أكثر من مائتي حصان حربي ومعدات فرسان وعدد من النساء السبايا، ووفقًا لروايات الشكرية، فإنه لم يكن لديهم في المعركة سوى اثني عشر حصانًا، سبعة منها فقط مدرعة،
عندما علم بادي ود رجب بالهزيمة، استشاط غضبا، وفكر في خدعة ماكرة استطاع بها أن يقنع أبو علي وأولاده في حوالي عام 1779 بقبول دعوة ملك الفونج للقاء للمصالحة في منطقة ابو حراز بعيدا عن منطقة نهر عطبرة - إحدى معاقل الشكرية - ، وجاء زعماء الشكرية، بقيادة الشيخ أبو علي، بناء على وعد بالأمان وهدايا تلقوها كعلامة على حسن النية. وما أن أخذ أبو علي و أولاده مجلسهم كضيوف حتى أنقض عليهم نفر من الركابية من عائلة أبو لكيلك الذين سقط أقارب لهم في المعركة وقتلوا الشيخ أبو علي والعديد من أبنائه؛ وكان ابنه أبو سن هو احد الناجين من حفلة القتل.

## زعامة السناب

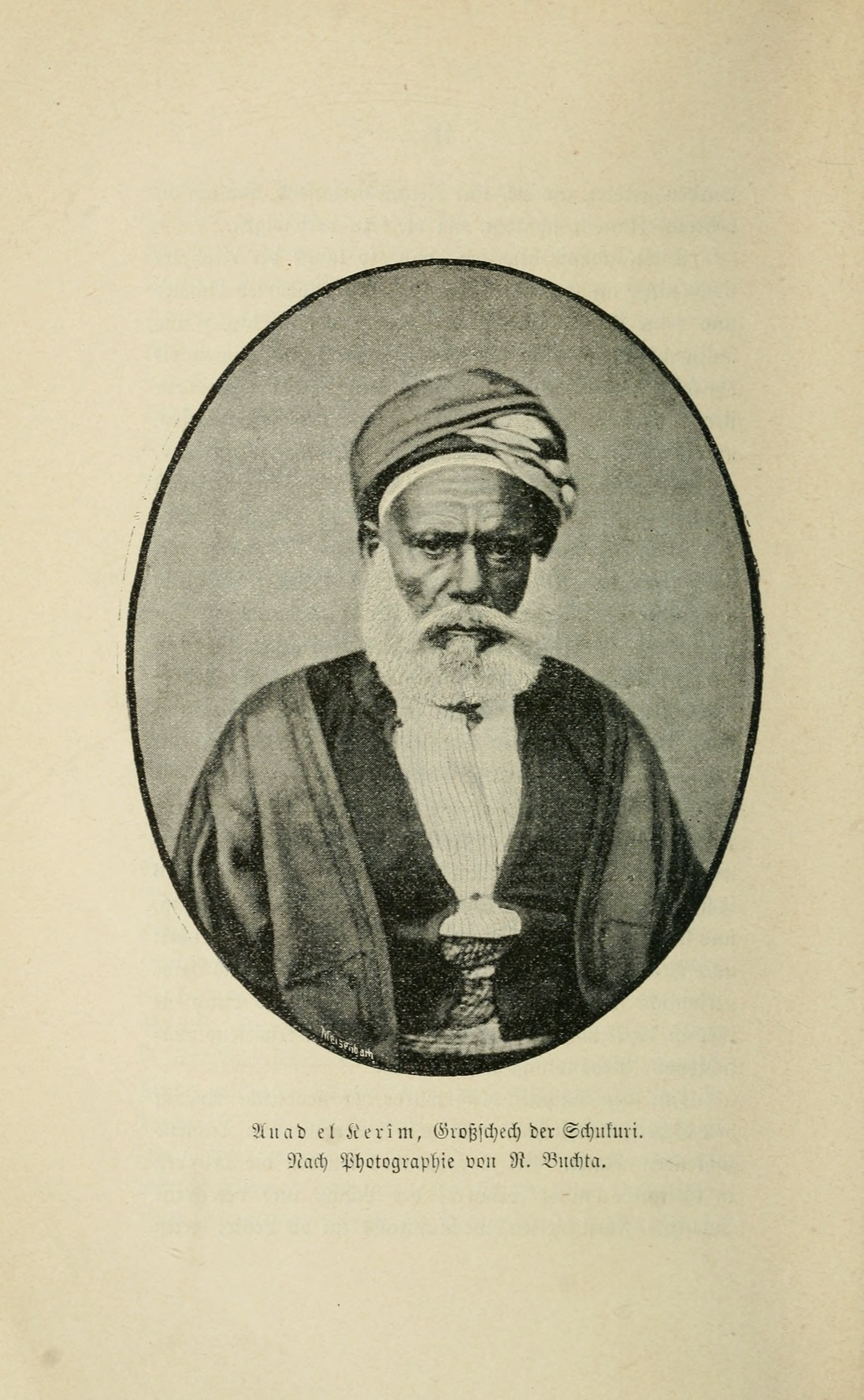
عوض الكريم باشا أحمد أبوسن، حاكم الخرطوم 1884

وعن اختيار أبوسن شيخ عشيرة السناب زعيماً على الشكرية يقول المؤرخ صمويل هيلليسون في كتابه «قصائد الشكرية التاريخية و تقاليدهم» HISTORICAL POEMS AND TRADITIONS OF THE SHUKRIYA الذي نشر عام 1920 إن الشكرية بعد ان تجمعوا في منطقة نهر عطبرة شرعوا في انتخاب شيخ جديد لهم ووقع الإختيار في بادىء الأمر على محمد ود دكين ود دريش، إلا أن علي ود النور الذي أنقذ القبيلة ، ظل اثناء البيعة واضعاً يده على رأسه ولم يقل شيئًا ، و كذلك بقى عوض الكريم أبو سن الذي كان لا يزال فتى، وعندما تساءل محمد ود دكين عن سبب صمت علي ود النور. أجاب علي. بأنه لا يوافق على اختياره كشيخ على الشكرية ، وطالب باختيار الصبي عوض الكريم ابوسن ، ثم اخذ عوض الكريم بيده وخرج من التجمع وهو ينادي قائلاً: " كل من يوافقني يتبعني، ومن يوافق على انتخاب ود دكين يمكنه البقاء معه ." ثم اتبعت القبيلة بأكملها علي ود النور وعوض الكريم ، وتم الضرب على نقارة وطبلة الحرب ووضع عوض الكريم على كرسي الزعامة كشيخ.

في عام 1784 تحالف أبو سن مع العبدلاب للاستيلاء على أربجي. وفي عام 1795 ، وقعت معركة بين الشكرية تحت قيادته والبطاحين في شمبات. اتهزم فيها البطاحين ، إلا أن أبو سن لاقى حتفه لاحقاً بعد المعركة على يد احد السجناء من البطاحين،  بعد ذلك الانتصار تمدد نفوذ الشكرية شرقا في البطانة حتى نهر عطبرة. وضمنت تلك المعارك للشكرية دورًا مهمًا في الهياكل السياسية لسلطنة سنار، حيث عقدوا تحالفات زواج ومصاهرة مع حكام الفونج وحازوا على مساحة كبيرة من البطاحة للاستقرار. شجع أبو سن شعبه على حياة الحخضر والاستقرار على نطاق واسع فيه وذلك بمنحهم المتسع من الأراضي مما عزز الاستخدام المتزايد للإبل في التجارة المتبادلة بين المستوطنات.

## عهد التركية السابقة
وفي فترة الحكم التركي المصري للسودان (1820-1824)، أصبح الشكرية تحت قيادة ابن أبو سن أحمد بك بن عوض الكريم، وكان من أكبر حلفاء الحكومة واكثرهم ثقة، وقد حصل على لقب « بك » وسيطر على أراضي الجزيرة والأراضي الواقعة إلى الشرق منها وهكذا تمت مكافأة الشكرية بمنح الأراضي الواسعة وامتيازات الضرائب. وعُين عوض الكريم باشا أحمد أبو سن المتوفي عام 1886 ناظرًا للقبيلة، ثم أخيراً عين حاكمًا للعاصمة الخرطوم في عام 1884

## فترةالمهدية
ظل زعماء الشكرية خلال حرب المهدية موالين لحكم التركية السابقة. وبعد هزيمة قوة مصر على يد الأتصار في المسلمية في 3 مايو / أيار 1882، جمع كارل كريستيان جيجلر باشا،أحد العسكريين الأوروبيين الذين خدموا في السودان لصالح الأتراك حوالي 2500 مقاتل من الشكرية الموالين وقادهم إلى معركة ضد الشيخ طه قائد قوة المهدية في المنطقة وهزمه في معركة في أبو حراز في 5 مايو /أيار 1882 م.
ومع توطيد أركان الدولة المهدية، تم سجن ناظر الشكرية، عوض الكريم باشا أحمد أبو سن، وبقي في السجن حتى مماته في عام 1886.
وفي عام 1889 تفشي طاعون الأبقار في شرق السودان،  وضرب الجفاف المناطق المحيطة بمدينة كسلا. ذلك كله وما صاحبه من مجاعات، علاوة على الضرائب الباهظة ومطالبات أمير كسلا بسدادها، أثر على تجمعات الشكرية بشكل كبير، فتقلص عددهم بالمنطقة وهاجر بعضهم نحو الجنوب والحدود الشرقية للسودان، بينما انتقل أشخاص جدد إلى البطانة وجنوب القضارف. 

## فترة الحكم الثنائي
استعاد الشكرية الكثير من أراضيهم ومكانتهم الاجتماعية في البطانة خلال فترة الحكم الثنائي الإنجليزي المصري خاصة في الفترة ما بعد عام 1900 م، وتم التوصل إلى اتفاقيات مختلفة مع القبائل الأخرى بالمنطقة فيما يتعلق بحقوق المياه والرعي وجرى حفر أحواض مياه جديدة. ولعل الأهم من ذلك، هو أنه، لم يُسمح حتى في فترة ما بعد الحرب العالمية الثانية بحفر آبار جديدة في المنطقة إلا للشكرية فقظ. 

## الثقافة
تشتهر القبيلة بنظم الشعر خاصة شعر البادية وشعر الدوبيت في السودان. ومن تلك الأسماء
- الحاردلو واسمه بالكامل هو الحاردلو بن احمد بك أبوسن وله قصائد مشهورة في الصيد ووصف الطبيعة والفروسية والغزل.
- أبو دقينة
- الصادق حمد الحلال
- أحمد عوض الكريم أبوسن
- حسان أبوعاقله أبوسن
- أحمد أبوعاقله أبوسن
- أحمد ود الفكي حمد

## اللغة والديانة
يتحدث الشكرية اللغة العربية ولهم لهجتهم الخاصة بهم ضمن اللهجة السودانية الشمالية ,
ويدينون بالإسلام على نهج أهل السنة

## الإدارة الأهلية في السودان
الشكرية واحدة من القبائل التي تتبع نظام الإدارة الأهلية في السودان ولها نظارة عامة مشهورة داخل السودان وخارجه ويعود تاريخها المعاصر إلى الفترة ما بين عامي 1872 و1874 عندما تولي علي أبو سن اخ الشيخ عوض الكريم زعامة الشكرية وكان لقبه شيخا وليس ناظرا وبعده تولى الزعامة شقيقه عبد الله عوض الكريم ثم آلت الزعامة إلى أخيه محمد عبد الله عوض الكريم فإلى ابن اخيه محمد احمد حلمي أبو سن في عام 1957 م تقريباَ والذي استمر ناظرا على الشكرية برفاعة حتى وفاته عام 1987 م ،
وللشكرية شق اخر في منطقة جنوب البطانة ومركزه بمدينة القضارف وكان عوض الكريم عبد الله بن عوض الكريم قد عين ابن عمه الشيخ حمد بن محمد بن عوض الكريم وكيلا له بفرع القضارف والذي خلفه بعد وفاته بنهاية الحرب العالمية الثانية ابنه محمد حمد محمد عوض الكريم أبو سن واستمر في زعامة الفرع حتى إلغاء الإدارة الأهلية في بداية السبعينات في عهد الرئيس جعفر نميري وبعد عودة الإدارة الأهلية تم تعيين حمد بن محمد حمد محمد عوض الكريم ليخلف اباه في أبريل 1989م وتوفي في أغسطس 1996م والناظر الحالي هو عبد الله محمد حمد أبوسن ويقيم في مدينة رفاعة وهو ابن الناظر محمد حمد أبوسن شيخ العرب وأول وزير سوداني اتحادي بعد الاستقلال، وكذلك الناظرعوض الكريم محمد حمد أبوسن في القضارف .
ومن مشاهير الشكرية احمد بك أبوسن أول مدير لمديرية الخرطوم إبان الحكم الثنائي ووالد الشاعر الحاردلو ومولانا محمد حمد أبوسن ودالدليتي وهو نائب رئيس قضاء سابق للسودان.